# Sauris infirma
Sauris infirma là một loài bướm đêm trong họ Geometridae.